# Фото@Mail.ru
Фото@Mail.ru — Web 2.0 сервис, предназначенный для хранения и редактирования пользователем цифровых фотографий. Самый популярный сайт в России для размещения фотографий (по данным на конец 2011 года). По состоянию на декабрь 2012 года посещаемость составила около 5 миллионов человек в неделю. Занимает 29-е место среди сайтов рунета по популярности (согласно статистике LiveInternet за декабрь 2012 года).
На 23 декабря 2012 года сервис имел в своей базе более 2,5 млрд изображений, загруженных его пользователями.
Зарегистрировавшийся пользователь системы может помещать на удалённый сервер свои фотографии как по отдельности, так и целыми папками. Есть возможность загрузки фотографий через программу Picasa и через мобильный телефон с помощью MMS. Загруженные фотографии можно сортировать по папкам и меткам-тегам. Альбом может иметь несколько уровней доступа. Снимки можно отправлять в виде виджетов, кода, электронной открытки, на мобильный телефон. Имеются услуги по печати снимков.
Сервис ведет учёт технических заголовков фотографий, куда включены данные о фотоаппарате, условиях съёмки и настройках. На основе этих данных ведётся рейтинг цифровых фотоаппаратовПопулярные цифровые фотоаппараты
На проекте периодически устраиваются конкурсы фотографий с ценными призами.

## История
О запуске своего фотохостинга Mail.ru объявила 2 февраля 2005 года. К октябрю количество загруженных фотографий достигло 6 млн.
В 2006 году появились функция пакетной загрузки больших объемов фотографий и возможность печати и доставки цифровых фотографий.
В начале 2008 года сервис был существенно обновлён: появились теги, папка «Избранное» и раздел по статистике фотокамер. Сервис был интегрирован с соцсетью «Мой мир».
Летом 2008 года появилась поддержка Picasa. Количество фотографий в этом году достигло 193 миллионов.

## Закрытие
Проект закрыт. Оригиналы фото были  удалены без предупреждения пользователей. Пересжатые копии фото перенесены в «Мой мир».